# Gare de Hvalstad
La gare de Hvalstad est une gare ferroviaire de la ligne de Drammen située dans la commune d'Asker.

## Situation ferroviaire
Etablie à 64 m d'altitude, la gare se situe à 20,19 km d'Oslo.

## Histoire

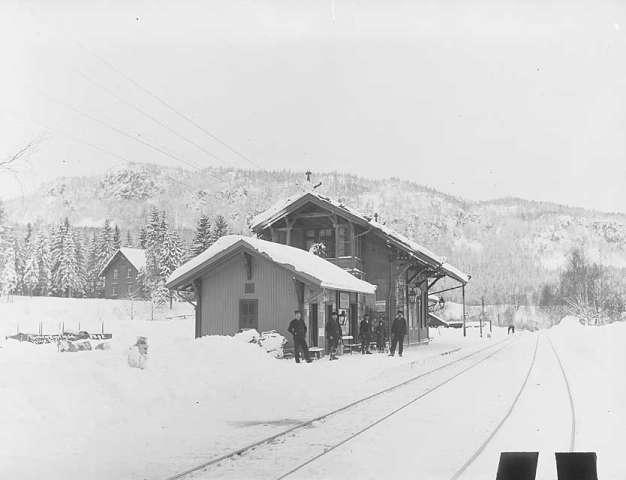
La première gare (1904).

Il y a eu trois bâtiments différents pour la gare de Hvalstad. La première fut construite par l'architecte Georg Andreas Bull. Le bâtiment servit de modèle pour de nombreuses autres gares le long des lignes de Drammen et de Randsfjord. Ces gares furent appelées "type de Hvalstad". 
En raison de la construction d'un viaduc au-dessus de la vallée de Hvalstad, une nouvelle ligne et une nouvelle gare furent construites en 1915 par l'architecte Jens Flor. Aujourd'hui le bâtiment est propriété privée et sert comme clinique vétérinaire.

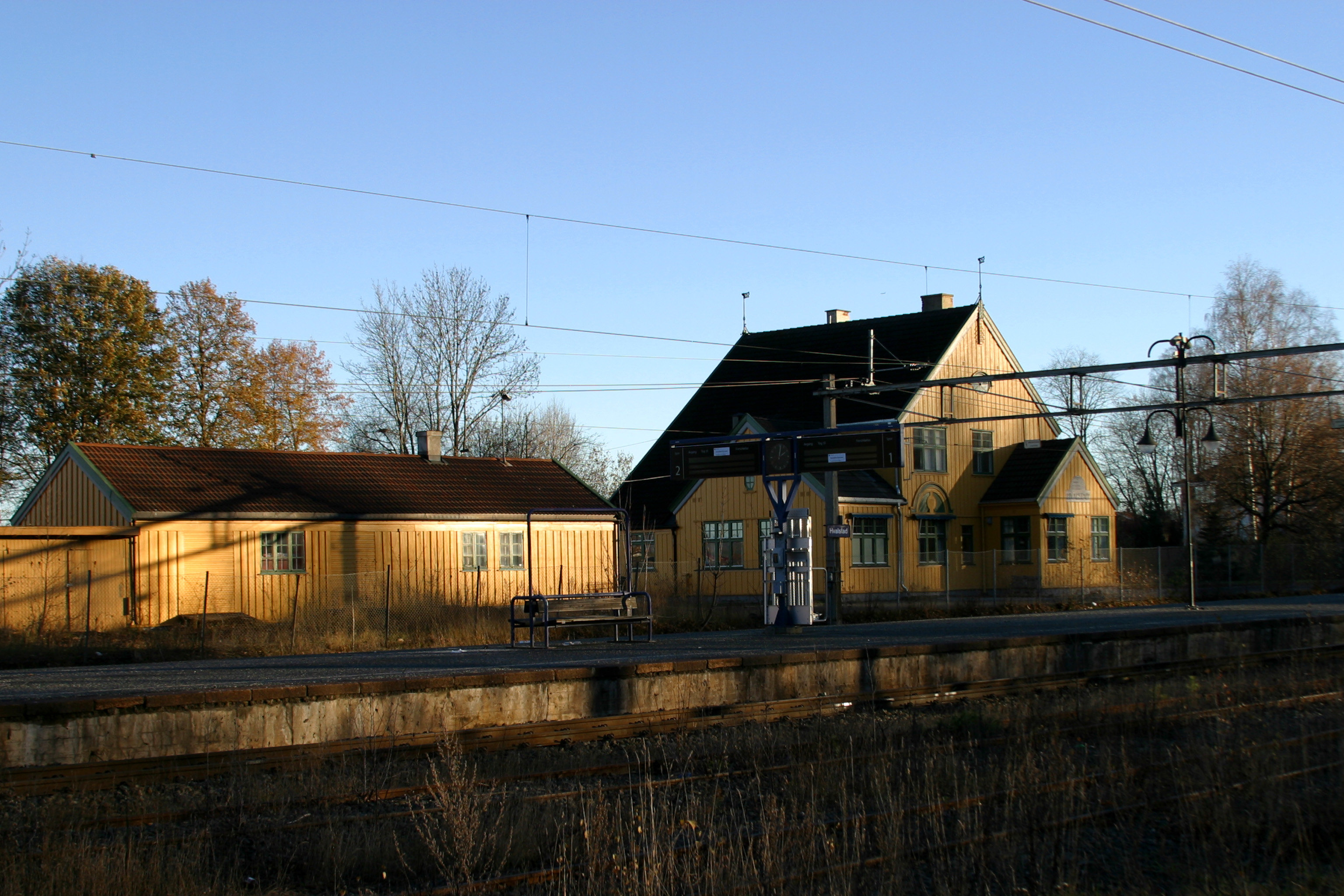
La seconde gare de Hvalstad

Au moment du doublement de la ligne, une nouvelle gare fut construite en 1962 par l'architecte J. Kristiansen.

## Service des voyageurs

### Accueil
La gare n'a pas de guichet mais un automate et une salle d'attente ouverte de 4h45 à 1h45. La gare abrite également un kiosque.

### Desserte
Ne s'arrêtent à Hvalstad que des trains locaux en direction de Lillestrøm et de Spikkestad.

### Intermodalité
La gare dispose d'un parking de 33 places et un parc à vélo couvert. 